# Knoparmoj
Knoparmoj är en sociolekt som förr talades av sotarna, men som inte är särskilt vanlig idag.
Brallor (byxor) och dojor (skor) är ord som kommer från knoparmoj. En del av orden i denna sociolekt kommer från tyska, då det flyttade in skorstensfejare därifrån till Sverige för att utöva och lära ut yrket. Det "hemliga" språket användes för att de skulle kunna kommunicera då de arbetade i hemmen utan att de som bodde där skulle förstå. Man vet inte när knoparmojet uppstod, men det skedde troligen i Stockholm, varefter det spred sig över landet. Det användes en bit in på 1900-talet, men numera är det knappt någon som kan det längre, med undantag för en del yrkestermer.
I början av 1900-talet började knoparmoj väcka språkforskares intresse och ord började nedtecknas. Alf Henrikson har skrivit en dikt på, och om, knoparmoj – "Sotarspråk" – som finns i diktsamlingen "Anacka" (1980).